# Esquipulas del Norte (ort)
Esquipulas del Norte är en ort i Honduras.   Den ligger i departementet Departamento de Olancho, i den centrala delen av landet, 150 km nordost om huvudstaden Tegucigalpa. Esquipulas del Norte ligger 512 meter över havet och antalet invånare är 10 246.
Terrängen runt Esquipulas del Norte är huvudsakligen kuperad, men åt nordväst är den bergig. Runt Esquipulas del Norte är det mycket glesbefolkat, med 5 invånare per kvadratkilometer. Esquipulas del Norte är det största samhället i trakten. 